# Suzuki GS500E
Suzuki GS500E er en motorcykel lavet af Suzuki Motor Corporation.

## Model historie
Forvirrende nok, har Suzuki produceret to helt forskellige modeller af Suzuki GS500E. Den oprindelige Suzuki GS500E var en af de oprindelige GS modeller fra slutningen af 1970'erne og begyndelsen af 1980'erne. Den anden er en meget mere moderne version af Suzuki GS500E.
Den luftkølede Suzuki GS500E motor har sine rødder tilbage fra den første Suzuki firetaktsmotor. Suzuki GS400 fra 1977 blev til Suzuki GS425, så til Suzuki GS450, og endelig til Suzuki GS500E med 4 cylinder i 1979, der bevarer det samme grundlæggende layout og kvaliteter, som pålidelighed.
Modelnavnet GS500E dukkede pludselig op igen i Suzuki-programmet i 1989. Igen blev det en firetaktsmotor der blev brugt, men denne gang var der kun to cylindre, med en 270 graders krumtap. En modvægt blev brugt i motoren ved krumtappen for at slippe af med vibrationerne, men på trods af dobbelt overliggende knastaksler har motoren kun to ventiler pr. cylinder og en beskeden effekt, den har et suverent optræk men topfarten er ikke så høj.
Men Suzuki GS500E Twin med 2 cylinder har en meget stiv ramme, Full Floater svingarm, slangebøsse karburatorer, stor skivebremse foran og letvægts hule 3-egers hjul. Kombinationen gjorde sammensætningen bedre end den der normalt findes i en pendlercykel.
Da Suzuki GS500E Twin har været en attraktiv model i 20 år, var ingen større opgraderinger blevet gjort og motorcyklen er stadig meget populær.[kilde mangler]
De angivne specifikationer varierer fra land, afhængigt af udstødningsgasser, støj, forsikrings regler osv.
Den er produceret frem til 2009 som er sidste årgang af Suzuki GS500E.
I 2004 kom den nye udgave af Suzuki GS500E Twin, det er en tro kopi af den oprindelig model, den hedder Suzuki GS500F og den er udstyret med en fuldkåbe.

## Suzuki GS 500 E 1979 – 1981 Specifikationer
Dimensioner
- Længde: 2200 mm.
- Bredde: 850 mm.
- Højde: 1155 mm.
- Akselafstand: 1435 mm.

Motor
- Type: 4 takts, luftkølet rækkemotor, DOHC.
- Cylinder: 2 stk.
- Ventiler: 4 stk. i alt. 2 stk. pr. cylinder.
- Kubik: 486 cm³.
- Effekt: 47 hk.
- Litereffekt: 94,650 hk/l.

Kapacitet
- Tør vægt: 170 kg.

Ydelse / Præstation
- Topfart: 165 km/t.
- Vægt/kraft forhold: 4,348 kg pr. hk.

## SuzukiGS500E Twin1989–2009Specifikationer
Affjedring
- For støddæmper: Hydraulisk teleskop med 39 mm gaffelben, spiralfjeder og olie dæmpet.
- Bag støddæmper: Link-type mono, ledsystem med progressiv udveksling, 7-vejs justerbar fjederforspænding.

Bremser
- Foran: Enkelt skive 310 mm med hydraulisk 1989 – 2003 dobbelt-stemplede bremsekalibre. 2004 – 2009 4-stemplede bremsekalibre.
- Bagpå: Enkelt skive 250 mm, hydraulisk dobbelt-stemplede bremsekalibre.

Chassiet
- Forgaffel vandring: 120 mm.
- Baggaffel vandring: 115 mm.
- Castervinkel: 25º 30'.
- Efterløb: 1989 – 2000 106 mm. 2001 – 2009 95 mm.
- Kronrørsvinkel: 1989 – 2000 63,5º. 2001 – 2009 64,5º.
- Venderadius: 2,7 m.

Dimensioner
- Længde: 2075 mm. Holland 2105 mm. Sweitz, Tyskland og Østrig 2180 mm.
- Bredde: 745 mm.
- Højde: 1045 mm.
- Sædehøjde: 790 mm.
- Akselafstand: 1989 – 2000 1408 mm. 2001 – 2009 1410 mm.
- Frihøjde: 155 mm.

Farver
- Blå/hvid, blå, grøn, orange, lilla, gul, sort.

Hjul og dæk
- Foran: Fælg ø 3,00" x 17" støbt dæk 1989 – 2000 110/80. 2001 – 2009 110/70 54H, slangeløs.
- Bagpå: Fælg ø 3,50" x 17" støbt dæk 1989 – 2000 130/80. 2001 – 2009 130/70 62H, slangeløs

Importør
- C. Reinhardt A/S. Telefon 44 83 09 10
- Web: http://www.suzuki-mc.dk

Kapacitet
- Brændstof tank inklusiv reserve: 1989 – 2000 17,0 liter. 2001 – 2009 20,0 liter.
- Reserve: 3,5 liter.
- Olie skift, med filter: 2900 ml.
- Olie skift, uden filter: 2600 ml.
- Tør vægt: 1989 – 2000 169 kg. 2001 – 2009 173 kg.
- Tilladt totalvægt: 380 kg.

Motor
- Type: 4 takts luftkølet rækkemotor med 2 overliggende kædetrukne knastaksler, DOHC.
- Cylinder: 2 stk.
- Ventiler: 4 stk. i alt. 2 stk. pr. cylinder.
- Boring: 74,0 mm.
- Slaglængde: 56,6 mm.
- Kubik: 487 cm³.
- Kompressionsforhold: 9,0:1.
- Karburator: 1989 – 2000 2 stk. Mikuni BST33 spjæld-type, fladt spjæld. 2001 – 2009 2 stk. Mikuni BRS34.
- Luftfilter: Ikke vævet fabriks element.
- Starter system: El start.
- Smøre system: Vådsump.
- Tænding: CDI, vedligeholdelsesfri batteri.
- Maks anbefalede o/min.: 10.000 o/min.
- Motorens røde felt: 11.000 o/min.
- Primær udvekslingsforhold: 0,368 (Motor 28T / Kobling 76T).
- Effekt: 1989 – 1996 52 hk (38,235 kW) ved 9200 o/min. 2001 47,7 hk (35,074 kW) ved 9200 o/min. 1997 – 2009 47 hk (34,559 kW) ved 9200 o/min.
- Moment: 1989 – 1996 41,2 Nm ved 7800 o/min. 2001 40,2 Nm ved 7,500 o/min. 1997 – 2009 40,0 Nm ved 7400 o/min.
- Brændstof: Oktan 95 blyfri.
- Litereffekt: 1989 – 1996 106,776 hk/l. 2001 97,947 hk/l. 1997 – 2009 96,509 hk/l.
- Brændstoføkonomi: 3,818 – 5,495 liter pr. 100 km ved 80 – 90 km/t (18,200 – 26,227 km/l).

Producent
- Suzuki Motor Co. Japan.

Stel
- Dobbelt, lukket rørramme. Venstre underrør aftageligt. Bred type. Firkantet rør. Matrialet er stål.

Transmission
- Kobling: Flerpladet type i oliebad med 7 koblingsplader og 6 stålplader.
- Gearkasse: 6 trins konstant kontakt.
- Gearskift pedal: 1-ned, 5-op.
- Primær udveksling: 2,714 (76/28).
- Gearudvekslingsforhold 1st: 2,461 (32/13).

2nd: 1,777 (32/18).
3th: 1,380 (29/21).
4th: 1,125 (27/24).
5th: 0,961 (25/26).
6th: 0,851 (23/27).
- Sidste udvekslingsforhold: 2,437 (39/16).
- Kæde træk: DAIDO D.I.D. 520VM, 110 led.

Ydelse / Præstation
- Acceleration 0–100 km/t: 5 – 6 sekunder.
- Tophastighed: 1989 – 1996 165 km/t. 1997 – 2009 173 km/t.
- Vægt/kraft forhold: 1989 – 1996 3,250 kg pr. hk (4,419 kg pr. kW). 2001 3,543 kg pr. hk (4,814 kg pr. kW). 1997 – 2003 3,596 kg pr. hk (4,890 kg pr kW).

## Eksterne links
- Haynes Reparations Håndbog Suzuki GS500E Twin 1989 1997 pdf: Download Suzuki_GS_500E_Twin_'89-'97_Haynes_service_manual.pdf for free – Ebookbrowse.com – Ebook Search & Free Ebook Downloads